# 907 до н. е.

## Події

### Астрономічні явища
- 21 березня. Повне сонячне затемнення.[1]
- 14 вересня. Кільцеподібне сонячне затемнення.[1]

## Народились
- Майбутній цар Юдей Іосафат.